# Commonwealth Games/Hockey
Hockey (Feldhockey) wurde 1998 in das Programm der Commonwealth Games aufgenommen.

## Herren
| 1998 Details | Kuala Lumpur, Malaysia | Australien | 4:0 | Malaysia   | England    | 1:1 4:2 nach 7 m | Indien     |
| 2002 Details | Manchester, England    | Australien | 5:2 | Neuseeland | Pakistan   | 10:2             | Südafrika  |
| 2006 Details | Melbourne, Australien  | Australien | 3:0 | Pakistan   | Malaysia   | 2:0              | England    |
| 2010 Details | Delhi, Indien          | Australien | 8:0 | Indien     | Neuseeland | 3:3 5:3 nach 7 m | England    |
| 2014 Details | Glasgow, Schottland    | Australien | 4:0 | Indien     | England    | 3:3 4:2 nach 7 m | Neuseeland |
| 2018 Details | Gold Coast, Schottland | Australien | 2:0 | Neuseeland | England    | 2:1              | Indien     |
| 2022 Details | Birmingham, England    | Australien | 7:0 | Indien     | England    | 6:3              | Südafrika  |

## Damen
| 1998 Details | Kuala Lumpur, Malaysia | Australien | 8:1              | England    | Neuseeland | 3:0              | Indien     |
| 2002 Details | Manchester, England    | Indien     | 3:2 n. V.        | England    | Australien | 4:3              | Neuseeland |
| 2006 Details | Melbourne, Australien  | Australien | 1:0              | Indien     | England    | 0:0 3:1 nach 7 m | Neuseeland |
| 2010 Details | Delhi, Indien          | Australien | 2:2 4:2 nach 7 m | Neuseeland | England    | 1:0              | Südafrika  |
| 2014 Details | Glasgow, Schottland    | Australien | 1:1 3:1 nach 7 m | England    | Neuseeland | 5:2              | Südafrika  |
| 2018 Details | Gold Coast, Schottland | Neuseeland | 4:1              | Australien | England    | 6:0              | Indien     |
| 2022 Details | Birmingham, England    | England    | 2:1              | Australien | Indien     | 1:1 2:1 nach 7 m | Neuseeland |

## Medaillenspiegel
| Land       | Gold | Silber | Bronze | Insgesamt | Herren | Herren | Herren | Herren | Damen | Damen | Damen | Damen |
| Land       | Gold | Silber | Bronze | Insgesamt |        |        |        | Σ      |       |       |       | Σ     |
| ---------- | ---- | ------ | ------ | --------- | ------ | ------ | ------ | ------ | ----- | ----- | ----- | ----- |
| Australien | 11   | 2      | 1      | 14        | 7      | 0      | 0      | 7      | 4     | 2     | 1     | 7     |
| Indien     | 1    | 4      | 1      | 6         | 0      | 3      | 0      | 3      | 1     | 1     | 1     | 3     |
| England    | 1    | 3      | 7      | 11        | 0      | 0      | 4      | 4      | 1     | 3     | 3     | 7     |
| Neuseeland | 1    | 3      | 3      | 7         | 0      | 2      | 1      | 3      | 1     | 1     | 2     | 4     |
| Malaysia   | 0    | 1      | 1      | 2         | 0      | 1      | 1      | 2      | 0     | 0     | 0     | 0     |
| Pakistan   | 0    | 1      | 1      | 2         | 0      | 1      | 1      | 2      | 0     | 0     | 0     | 0     |

## Quelle
- Commonwealthgames.com Sports - Hockey